# 澳門浸信教會
澳門浸信教會，俗稱「白馬巷浸信會」，屬於基督教浸禮宗的教會，至今已有逾百年的歷史，是浸信會第一間在澳門建立的華人教會。位於澳門白馬行41號。

## 簡史
1903年12月，杜心餘牧師（Rev. Charlton Todd）夫婦受美國美南浸信會差遣到澳門宣教，1904年有五人受浸，1905年會友已增至廿五人，於1905年正式成立教會，名為「信福會」，即現澳門浸信教會前身。初在營地大街租賃三層大屋聚會傳教，兼辦「靈導小學」。教會在該址共歷廿載（1904-24）。
1908年，杜心餘牧師返美述職時患病去世。同年，美國教會再派嘉理慰牧師（Rev. John Galloway）接手，與杜心餘遺孀（Lilian  Lamont  Reeves  Todd  Galloway）共同發展澳門宣教，十數年後結為夫婦。1927年，並以杜心餘牧師之母所贈之賀儀購置白馬行現址，名為「杜紀念堂」，即澳門浸信教會之現址。
澳門浸信教會先後開辦「培志小學」、「培正分校」（1908-24）及「靈導女校」（1913-31）；又購置船隻協助漁民子弟識字，及往來鄰近各鄉鎮，運送糧食雜物供應內陸痳瘋病院。當時教會在中山縣的下柵、唐家灣、小欖、斗門、南水、白焦、乾霧、南屏、灣仔等地均設有福音堂。
抗戰時期遷澳者眾，教會甚為興旺，1945年參加主日崇拜者多達六百人。嘉理慰牧師任職教會四十二載，1949年退休後仍居澳門，直至1968年安息主懷，享年九十一歲。
繼嘉牧師後，來澳的浸信會宣教士有傅倫德牧師（Rev. Ronald Fuller）及何理斯牧師（Rev. James Hollis），二人對教會建設甚有貢獻。
1951年，教會拆卸白馬行原堂舍，1953年新堂落成至今；同年開設下環基址。1955年秋開辦「浸信中學」，翌年開設二龍喉福音堂。
1964年，舉行立會六十周年紀念，又開設沙梨頭基址。1968年建成主日學大樓，並設立青年中心。
1970年，澳門浸信教會共有三間學校，分別位於白馬行、下環、沙梨頭。
1992年，教會與西差會及香港旺角浸信會合作，在新橋區開展福音事工。
1994年，舉行九十週年會慶，再度聘請黃鐘牧師由美返澳，並策劃建堂擴校大計。1995年「澳門浸信中學」加入免費教育網絡；1996年「中澳聖經學院」成立；同年，黃鐘牧師身兼主任牧師、校長、院長三職。
1999年，10月舉行立會九十五週年慶典。
2002年，「澳門浸信中學」黑沙環新校落成，11月22日舉行啟用典禮。
近百年來，澳門浸信教會按立的牧師有：黃煥興、林保羅、陳霞露、龍子壽、黃鐘、范朗西、李錦熙、鄧活靈、冼志儉。按立的會佐（執事）有：胡汝昌、范朗西、鄭蕙荃、盧慕貞、傅漁冰、周光漢、朱朝欽、鄺星白、溫悅意、容引清、梁溢長、黃清源、梁祐澄、蘇朝暉、李麗琼。

## 信仰
1. 全部聖經六十六卷為神所默示之聖言，是信仰與生活之最高準則。
2. 神乃聖父聖子聖靈三位合一之創造宇宙萬物的獨一真神。
3. 耶穌基督是乃神之獨子為童貞女馬利亞藉聖靈懷孕所生，成了肉身、無原罪本罪在十字架上代人受死、流血贖罪、死後第三日復活、升天、並要再來審判活人死人。
4. 聖靈亦具位格，啟迪世人知罪使人明白真理，乃信徒之保惠師。
5. 人乃神照其形象所造，始祖亞當犯罪人，即墮落無法自救所以需要基督救恩。
6. 得救乃本乎恩，也因著信，乃基督十架代死，使信者白白稱義信。凡接受耶穌基督為救主者，皆由聖靈重生得以進入神國。

## 現任教會同工
- 主任牧師 - 陳伯洪牧師
- 宣 教 士 - 畢樂文牧師
- 宣 教 士 - 畢李秀慧師母
- 傳　　道 - 陳趙懷玲師母
- 傳　　道 - 郭詠怡傳道
- 傳　　道 - 鄭秀君傳道
- 傳　　道 - 謝小嬋傳道
- 幹　　事 - 劉瑜姊妹

## 附屬機構
- 澳門浸信中學
- 中澳神學教育中心

## 歷屆牧師
- 杜心餘牧師 Rev. Samuel Charlton Todd (1904-1908)
- 嘉理慰牧師 Rev. John Laurels Galloway (1907-1949)
- 黃煥興牧師 (第一屇按立牧師,本會為中山下柵浸信會按立)
- 林保羅牧師 (1923-1928, 1925按立)
- 陳霞露牧師 (1929-1942, 1931按立)
- 廖其生牧師 (1936-1942)
- 龍靈光牧師 (1943-1944)
- 容景福牧師 (1944-1946)
- 彭學騰牧師 (1947-1953, 1965-1968)
- 傅倫德牧師 Rev. Ronald Wagner Fuller (1948-1953, 1961-1964義務牧師)
- 何理斯牧師 Rev. James Hollis (1949-1955)
- 龐榮琦牧師 (1951-1955)
- 龍子壽牧師 (1956-1960, 1971-1974,1956按立)
- 麥堅理牧師 Rev. L. G. Mckinney, Jr.(1957-1958)
- 李蔭宜牧師 (1960-1962)
- 黃  鐘牧師 (1961-1965 下環基址, 1979, 1994-2004, 1964按立)
- 區穎寧牧師 (1963-1964)
- 盧樹基牧師 Rev. Richard Lusk (1963 義務牧師)
- 李錦熙牧師 (1964-1971 沙梨頭基址. 按立1971)
- 范朗西牧師 (1968-1972, 按立1971)
- 龍子壽牧師 (1956-1960, 1971-1974,1956按立)
- 麥大衛牧師 Rev. David McCormick (1979 義務牧師)
- 冼志儉牧師 (1982-1986, 1983按立)
- 黃  鐘牧師 (1961-1965 下環基址, 1979, 1994-2004, 1964按立)
- 謝禮明牧師 (1998-2002)
- 林仲偉牧師 (2003-2005)
- 曹偉彤牧師 (2005-2008, 顧問牧師)
- 陳伯洪牧師 (1996-2001, 2007-現在)

## 歷屆會佐
- 盧慕貞會佐 (按立時間 約1920)
- 鄭蕙荃會佐 (按立時間 約1920)
- 胡汝昌會佐 (按立時間 約1920)
- 范朗西會佐 (按立時間 約1920)
- 傅漁冰會佐 (按立時間 1947)
- 周光漢會佐 (按立時間 1947)
- 容引清會佐 (按立時間 1947)
- 鄺星白會佐 (按立時間 1953)
- 朱朝欽會佐 (按立時間 1953)
- 温悅意會佐 (按立時間 1953)
- 黃清源會佐 (按立時間 1966)
- 梁溢長會佐 (按立時間 1966)
- 梁祐澄會佐 (按立時間 2008)
- 蘇朝暉會佐 (按立時間 2008)
- 李麗瓊會佐 (按立時間 2008)

## 相關內容
有關澳門浸信教會和志道堂，到底誰是澳門最古老的華人教會，乃是出於計算方法不同；澳門浸信教會是由他們未有會址，但在聚會處有信徒於1904年受浸歸入基督開始計起；而志道堂1906年創堂，但早在1889年時有信徒聚會。